# NGC 4259
NGC 4259 is een lensvormig sterrenstelsel in het sterrenbeeld Maagd. Het hemelobject werd op 27 december 1827 ontdekt door de Britse astronoom John Herschel.

## Synoniemen
- UGC 7359
- ARAK 356
- MCG 1-31-51
- VCC 342
- ZWG 42.12
- NPM1G +05.0335
- PGC 39657